# Manfred IV. (Saluzzo)

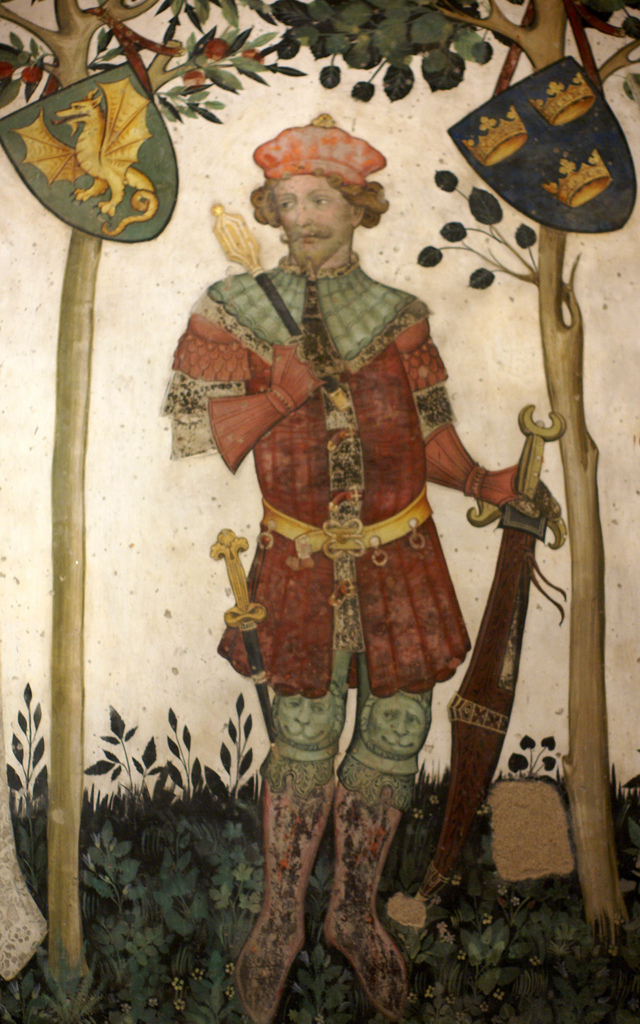

Manfred IV. del Vasto († 1340) war von 1296 bis zu seinem Tod Markgraf von Saluzzo.
Er war der Sohn des Markgrafen Thomas I. und übernahm die Regierung 1296 beim Tod seines Vaters. Er verfolgte eine Politik, die eine Weiterentwicklung der Markgrafschaft zum Ziel hatte.
Saluzzo, jetzt freie Stadt, wurde von einem Podestà im Namen der Del Vasto regiert. Manfred schloss einen Vertrag, der die Beziehungen zwischen den beiden Parteien regelte.
Ihm gelang es, das Gebiet der Markgrafschaft durch Übernahmen von Ländereien und Burgen anderer Familien zu erweitern, denen er ihnen im Gegenzug die Begleichung ihrer Schulden zusagte. So erwarb er zum Beispiel 1332 von den Markgrafen von Carretto Cairo Montenotte, Rocchetta und Cortemilia.
Manfred IV. bekam von seiner ersten Ehefrau, Beatrice, der Tochter des früheren Königs Manfred von Sizilien, 1263–1307 bezeugt, einen Sohn, Friedrich, und von seiner zweiten Ehefrau, Isabella Doria, drei: Manfred, Theodor und Bonifatius. Unter dem Einfluss der zweiten Ehefrau änderte Manfred die Erbfolge zugunsten des zweiten Sohnes und löste damit eine jahrelange komplizierte Auseinandersetzung zwischen den Brüdern Friedrich und Manfred aus, an deren Ende trotz der Vermittlung von Amadeus VI. von Savoyen, keine Versöhnung mehr stand.
Ein Vertrag, der am 29. Juli 1332 geschlossen wurde, ermöglichte dann die Thronbesteigung Friedrichs – der allerdings 1336 bereits starb, so dass der Nachfolger Manfreds IV. im Jahr 1340 sein Enkel Thomas II. wurde.